# La Chapelle-en-Vercors
La Chapelle-en-Vercors is een gemeente in het Franse departement Drôme (regio Auvergne-Rhône-Alpes). De plaats maakt deel uit van het arrondissement Die. La Chapelle-en-Vercors telde op 1 januari 2022 772 inwoners.

## Geografie
De oppervlakte van La Chapelle-en-Vercors bedraagt 45,27 vierkante kilometer; de bevolkingsdichtheid is 16 inwoners per km² (per 1 januari 2019).

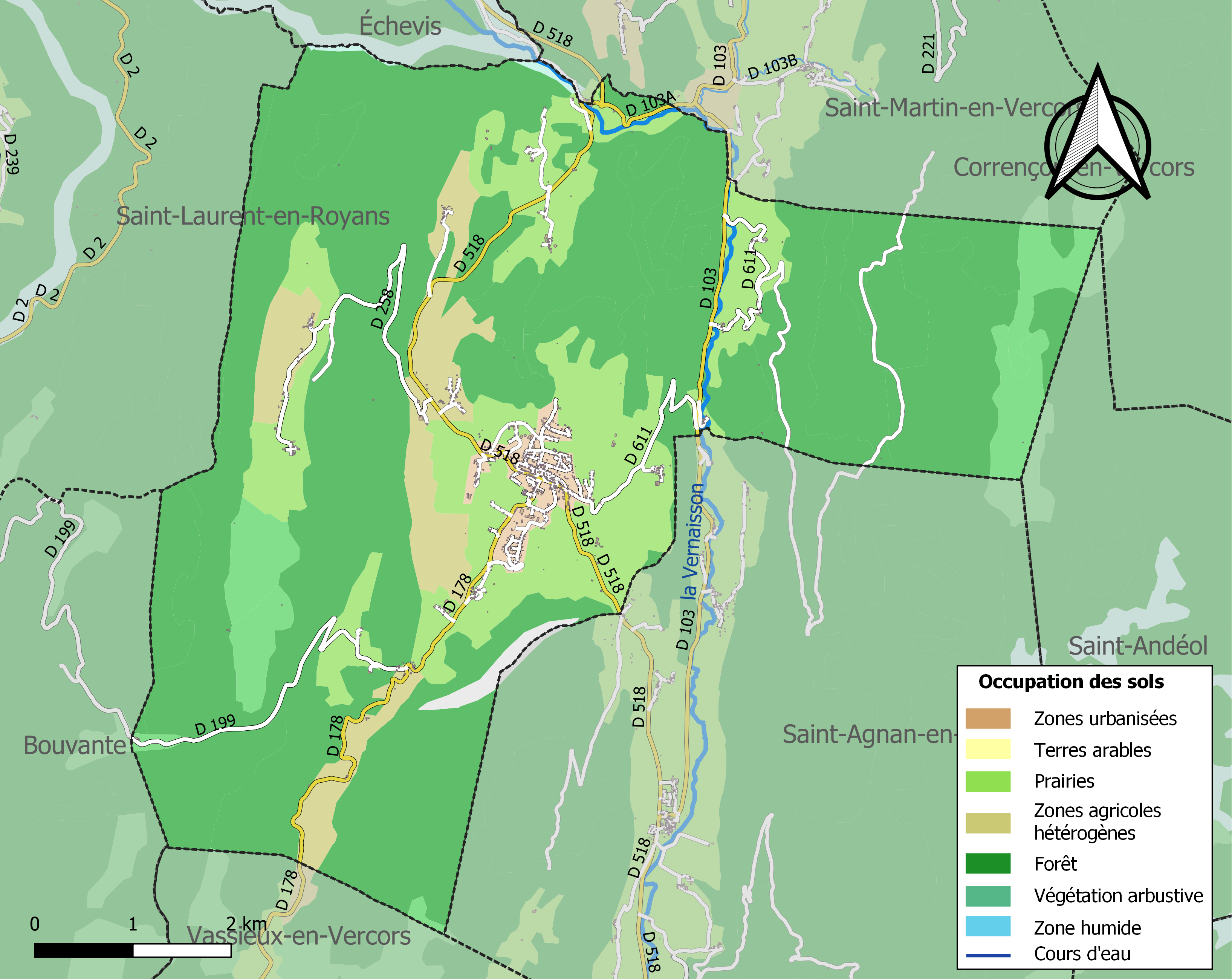
Kaart van de gemeente met belangrijkste infrastructuur, bodemgebruik en omliggende gemeenten

## Demografie
Onderstaande figuur toont het verloop van het inwonertal (bron: INSEE-tellingen).

## Afbeeldingen

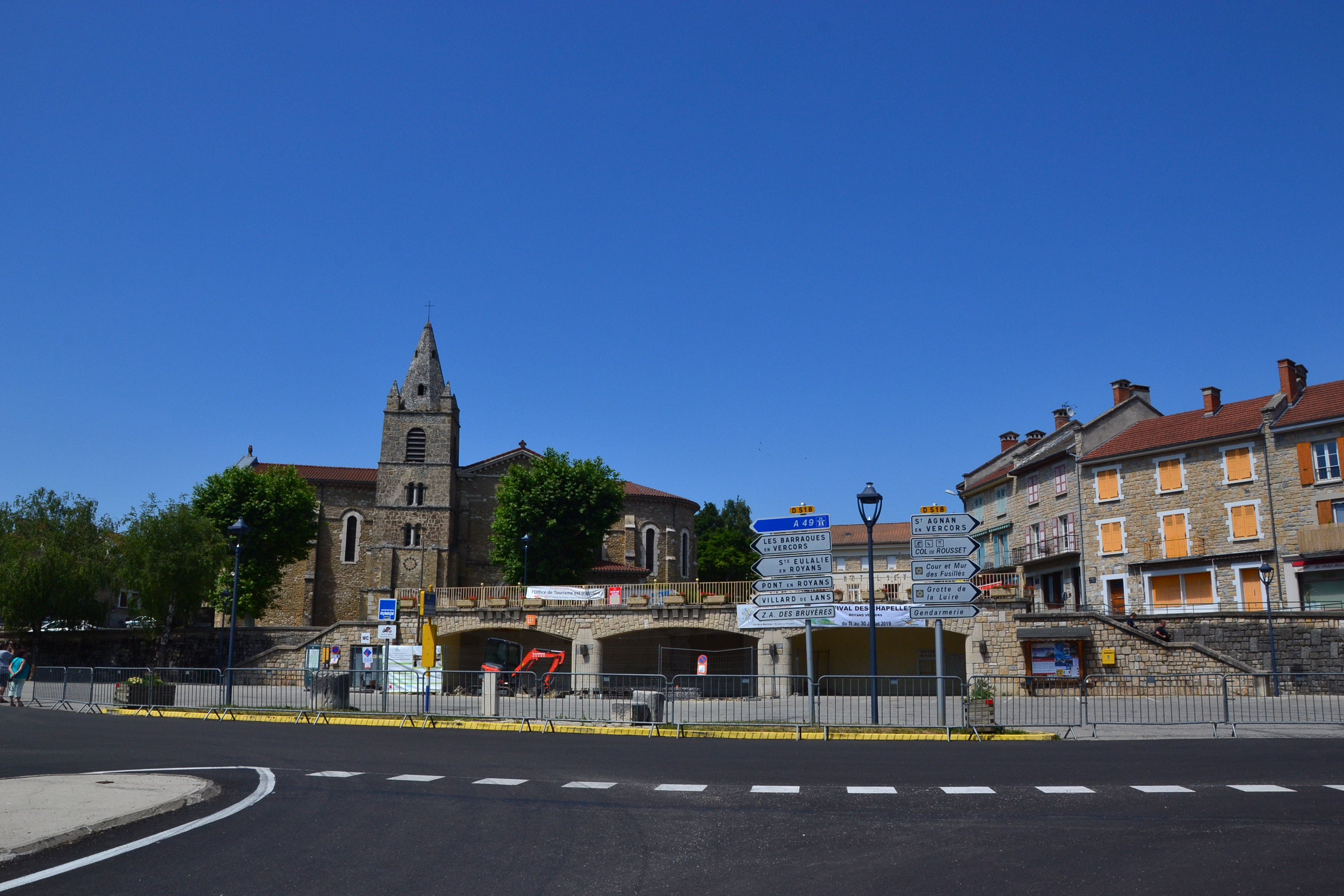
Centrum
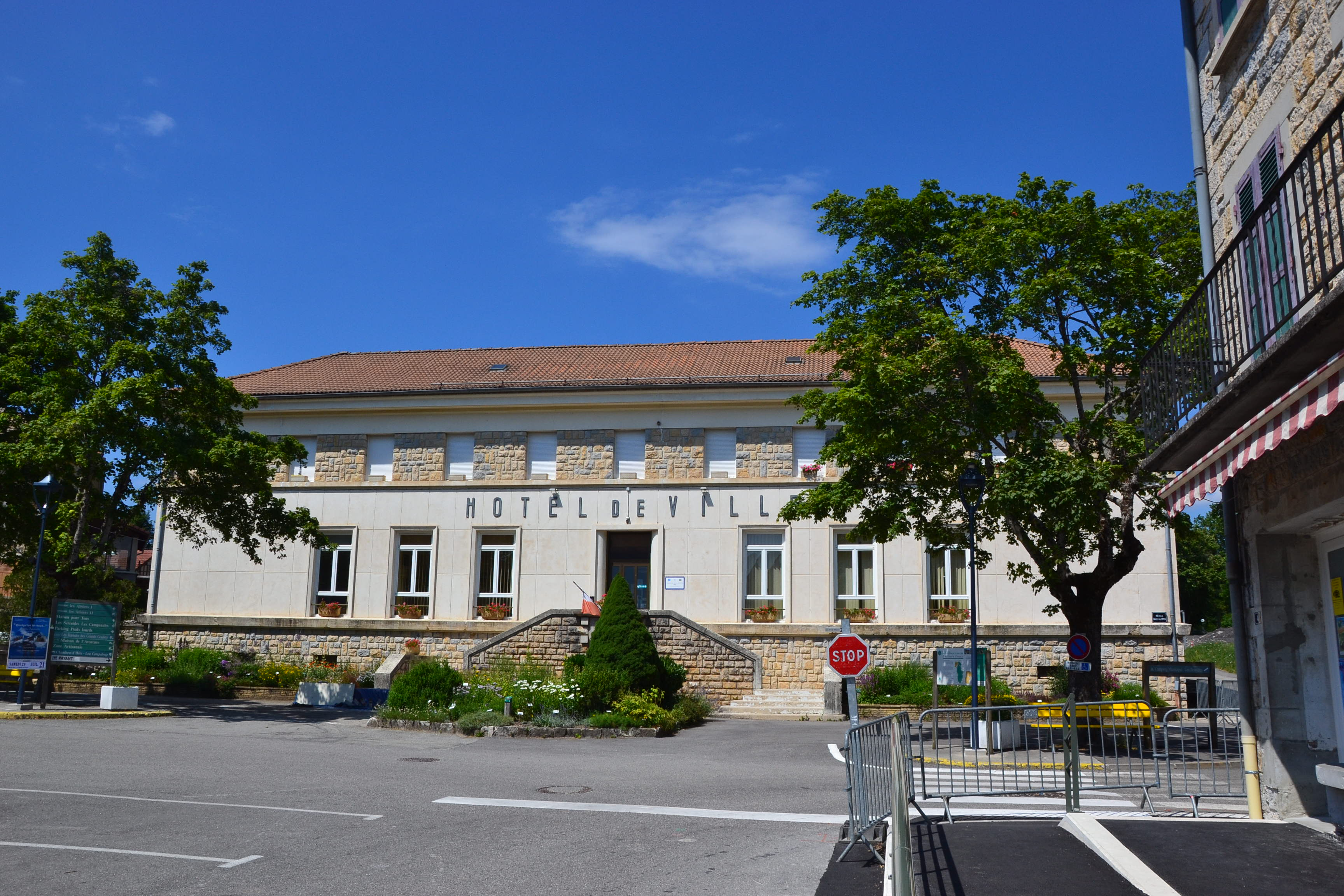
Gemeentehuis